# Un parcours de légende
Pour plus de détails, voir Fiche technique et Distribution.
Un parcours de légende ou La Plus Grande Partie de tous les Temps au Québec (The Greatest Game Ever Played) est un film américano-canadien réalisé par Bill Paxton, sorti en 2005.

## Synopsis
L'histoire du golfeur Francis Ouimet.

## Fiche technique
- Titre original : The Greatest Game Ever Played
- Titre français : Un parcours de légende
- Réalisation : Bill Paxton
- Scénario : Mark Frost
- Musique : Brian Tyler
- Costumes : Renée April
- Pays d'origine :  États-Unis |  Canada
- Langue : Anglais
- Format : Couleur — 35 mm — 1,85:1 — Son : DTS | Dolby Digital | SDDS
- Genre : Film dramatique, Film historique, Film de sport
- Durée : 120 minutes
- Date de sortie : 2005

## Distribution
- Shia LaBeouf (VFB : Antoni Lo Presti ; VQ : Hugolin Chevrette) : Francis Ouimet
- Stephen Dillane (VFB : Franck Dacquin ; VQ : François L'Écuyer) : Harry Vardon
- Peter Firth (VFB : Patrick Waleffe ; VQ : Yves Massicotte) : Lord Northcliffe
- Josh Flitter (en) (VQ : Léo Caron) : Eddie Lowery
- James Paxton : Jeune Harry Vardon
- Matthew Knight : Jeune Francis Ouimet
- Luke Askew : Alec Campbell
- Elias Koteas (VFB : Robert Guilmard ; VQ : Louis-Georges Girard) : Arthur Ouimet
- Marnie McPhail (VQ : Chantal Baril) : Mary Ouimet
- Stephen Marcus : Ted Ray

doublage belge francophone
- Studio de doublage : Dub and Co
- Directeur artistique : Daniel Nicodème
- Adaptation : Sylvie Carter

doublage québécois
- Studio de doublage : Cinélume Film - Video Multidub International
- Directeur artistique : Sébastien Dhavernas
- Adaptation : Manon Bordeleau et Christine Séguin
- Ingénieur du son : Michel Laliberté
- Mixage : Michel Laliberté

Source et légende : version française (VFB) sur Voxofilm et carton de doublage sur Disney+.
 Source et légende : version québécoise (VQ) sur Doublage.qc.ca